# ريتشارد ثورنتون ويلسون جونيور
ريتشارد ثورنتون ويلسون جونيور (بالإنجليزية: Richard Thornton Wilson, Jr.)‏ هو مصرفي أمريكي، ولد في 11 سبتمبر 1866 في نيويورك في الولايات المتحدة، وتوفي في 29 ديسمبر 1929.